# Сборная Грузии по пляжному футболу
Сборная Грузии по пляжному футболу — национальная команда, которая представляет Грузию на международных состязаниях по пляжному футболу.

## История
Впервые сборная была созвана в 2008 году на квалификацию к Чемпионат мира, где проиграла все свои матчи, в том числе потерпела свою крупнейшее поражение от сборной Португалии со счетом 3–15. С тех пор команда не собиралась 9 лет.
В 2017 году сборная Грузии вернулась на мировую арену и приехала в Езоло, Италия на квалификацию на Чемпионат мира на Багамы, там сыграла 2 матча вместо 3-х из-за отказа Австрии.
На следующий год дебютировала в Евролиге. На последнем этап в немецком Варнемюнде Грузия заняла последнее место в группе, проиграв Венгрии, Англии и Дании.
В 2019 году она играет только наЕвролиге и пропустит отбор Чемпионат мира На этапе в Назаре досрочно заняла первое место в группе опередив Болгарию, Норвегию и Данию, тем самым досрочно обеспечив себе место в Промофинале.

## Состав
Состав на Евролигу 2019.
Примечание: Флаги указываются, так как игрок может иметь более одного гражданства по правилам ФИФА.
| №  |        | Позиция | Игрок            |
| -- | ------ | ------- | ---------------- |
| 1  | Грузия | Вр      | Хвича Махарадзе  |
| 11 | Грузия | Вр      | Гоча Махарадзе   |
| 12 | Грузия | Защ     | Лаша Ломадзе     |
| 8  | Грузия |         | Леван Партенадзе |
| 10 | Грузия |         | Зураби Шамиладзе |

| №  |        | Позиция | Игрок            |
| -- | ------ | ------- | ---------------- |
| 21 | Грузия |         | Кахи Тодадзе     |
| 7  | Грузия | Нап     | Михаил Давидадзе |
| 17 | Грузия | Нап     | Гулади Коколадзе |
| 4  | Грузия |         | Ваха Иваниадзе   |
| 9  | Грузия |         | Гиорги Паргалава |

Тренер:  Николос Тодадзе